# Jumping Flash!
Jumping Flash! est un jeu vidéo de plates-formes développé par le studio japonais Exact et édité par Sony Computer Entertainment, sorti en 1995 sur la console PlayStation.
Le jeu a donné suite à Jumping Flash! 2, Robbit mon Dieu et Pocket MuuMuu (en).

## Système de jeu
Le joueur dirige Robbit, un lapin-robot capable d'effectuer de gigantesques sauts afin de rejoindre des plates-formes éloignées. Les sauts servent également à détruire certains ennemis en retombant dessus. Il est également possible de lancer des missiles en forme de carotte. L'action est représentée en vue subjective.
Le jeu regroupe plusieurs niveaux repartis sur différents mondes flottants regroupés par thèmes (villages, scènes volcaniques, aquatiques…). Les sensations de vertiges sont assez convaincantes et un entraînement minimum est nécessaire afin de maîtriser les réactions et l'inertie de Robbit. Certains niveaux demandent du doigté comme utiliser le souffle de ventilateurs géants pour monter de plus en plus haut pour atteindre les plates-formes.

## Développement
Le projet est produit par Tetsuji Yamamoto et dirigé par Koji Tada. Le game design est élaboré par Toshimitu Ohdaira et Hiroyuki Saegusa. Le programmeur principal est Hiroshi Yamamoto et la musique est composée par Takeo Miratsu. Jumping Flash! est le successeur spirituel de Geograph Seal (1994), développé par les mêmes créateurs sur l'ordinateur Sharp X68000.

## À noter
Le jeu est ressorti en téléchargement sur le service PlayStation Network à destination des consoles PlayStation Portable (le 22 novembre 2006 au Japon, le 4 janvier 2007 en Amérique du Nord et le 22 juin 2007 en Europe) et PlayStation 3 (en 2007 au Japon, le 3 mai 2007 en Amérique du Nord et le 22 juin 2007 en Europe).

## Postérité
En 2018, la rédaction du site Den of Geek mentionne le jeu en 20e position d'un top 60 des jeux PlayStation sous-estimés : « Jumping Flash est un des jeux de lancement de la PlayStation, et encore un des meilleurs à ce jour. […] Il a ouvert la voie pour les jeux de plates-formes en 3D suivants, et mérite des éloges ne serait-ce que pour son statut de précurseur. »